# Ghana en los Juegos Olímpicos de París 2024
Ghana estuvo representada los Juegos Olímpicos de París 2024 por un total de 8 deportistas que compitieron en 2 deportes. Responsable del equipo olímpico es el Comité Olímpico de Ghana, así como las federaciones deportivas nacionales de cada deporte con participación.
Los portadores de la bandera en la ceremonia de apertura fueron los atletas Joseph Amoah y  Rose Yeboah.
El equipo olímpico de Ghana no obtuvo ninguna medalla en estos Juegos.